# Сообщение Хебекука Джефсона
«Сообщение Хебекука Джефсона» (англ. J. Habakuk Jephson’s Statement) — повесть английского писателя Артура Конан Дойла, написанная в 1884 году. Сюжет повести опирается на историю корабля «Мария Целеста».

## Публикация
Повесть была впервые опубликована в январе 1884 года в журнале «Корнхилл» в Англии. Повесть входила в сборники «Strange Stories of Coincidence and Ghostly Adventure» (1887), «The Captain of the Polestar and other tales» (1890), «Tales of Pirates and Blue Water» (1922).

## Сюжет
В декабре 1872 года в Гибралтаре был найден корабль «Святая Дева». На корабле никого не оказалось, хоть и было известно, что он отплыл из американского порта несколько месяцев назад. Произошедшее на судне так и осталось бы тайной, если бы не один человек, сделавший письменное заявление на весь мир. Это был Хебекук Джефсон, один из пассажиров «Святой Девы». Он описывает те ужасные события, которые произошли на корабле после отплытия.